# Episodi di Blue Bloods (nona stagione)
La nona stagione della serie televisiva Blue Bloods, composta da 22 episodi, è stata trasmessa in prima visione assoluta negli Stati Uniti d'America sul canale CBS dal 28 settembre 2018 al 10 maggio 2019.
La stagione va in onda in prima visione assoluta in italiano in Svizzera sul canale RSI LA1 dal 20 settembre 2019 al 28 febbraio 2020; in Italia viene trasmessa su Rai 2 dal 25 gennaio al 20 agosto 2020.
| n° | Titolo originale    | Titolo italiano        | Prima TV USA      | Prima TV Svizzera |
| -- | ------------------- | ---------------------- | ----------------- | ----------------- |
| 1  | Playing with Fire   | Voltare pagina         | 28 settembre 2018 | 20 settembre 2019 |
| 2  | Meet the Boss       | Il nuovo capo          | 5 ottobre 2018    | 27 settembre 2019 |
| 3  | Mind Games          | Angoscia               | 12 ottobre 2018   | 4 ottobre 2019    |
| 4  | Blackout            | Il peso del comando    | 19 ottobre 2018   | 11 ottobre 2019   |
| 5  | Thicker Than Water  | Obblighi e scelte      | 26 ottobre 2018   | 18 ottobre 2019   |
| 6  | Trust               | Fiducia                | 2 novembre 2018   | 25 ottobre 2019   |
| 7  | By Hook or by Crook | Il ritorno di Delgado  | 9 novembre 2018   | 1º novembre 2019  |
| 8  | Stirring the Pot    | Tirare la corda        | 16 novembre 2018  | 8 novembre 2019   |
| 9  | Handcuffs           | Una scelta difficile   | 30 novembre 2018  | 15 novembre 2019  |
| 10 | Authority Figures   | Questioni di principio | 7 dicembre 2018   | 22 novembre 2019  |
| 11 | Disrupted           | Interferenza           | 4 gennaio 2019    | 29 novembre 2019  |
| 12 | Milestones          | Perdono                | 7 gennaio 2019    | 6 dicembre 2019   |
| 13 | Ripple Effect       | Reazione a catena      | 1º febbraio 2019  | 13 dicembre 2019  |
| 14 | My Brother's Keeper | Scontri in famiglia    | 8 febbraio 2019   | 20 dicembre 2019  |
| 15 | Blues               | Gli uomini in blu      | 15 febbraio 2019  | 10 gennaio 2020   |
| 16 | Past Tense          | Passato                | 8 marzo 2019      | 17 gennaio 2020   |
| 17 | Two-Faced           | Verità nascoste        | 15 marzo 2019     | 24 gennaio 2020   |
| 18 | Rectify             | Questioni di peso      | 5 aprile 2019     | 31 gennaio 2020   |
| 19 | Common Enemies      | Guardare oltre         | 12 aprile 2019    | 7 febbraio 2020   |
| 20 | Strange Bedfellows  | Strane accoppiate      | 26 aprile 2019    | 14 febbraio 2020  |
| 21 | Identity            | Gemelli                | 3 maggio 2019     | 21 febbraio 2020  |
| 22 | Something Blue      | Qualcosa di blu        | 10 maggio 2019    | 28 febbraio 2020  |